# Cistícola bruna
La cistícola bruna (Cisticola brunnescens) és una espècie d'ocell passeriforme de la família Cisticolidae pròpia d'Àfrica oriental i central.

## Descripció

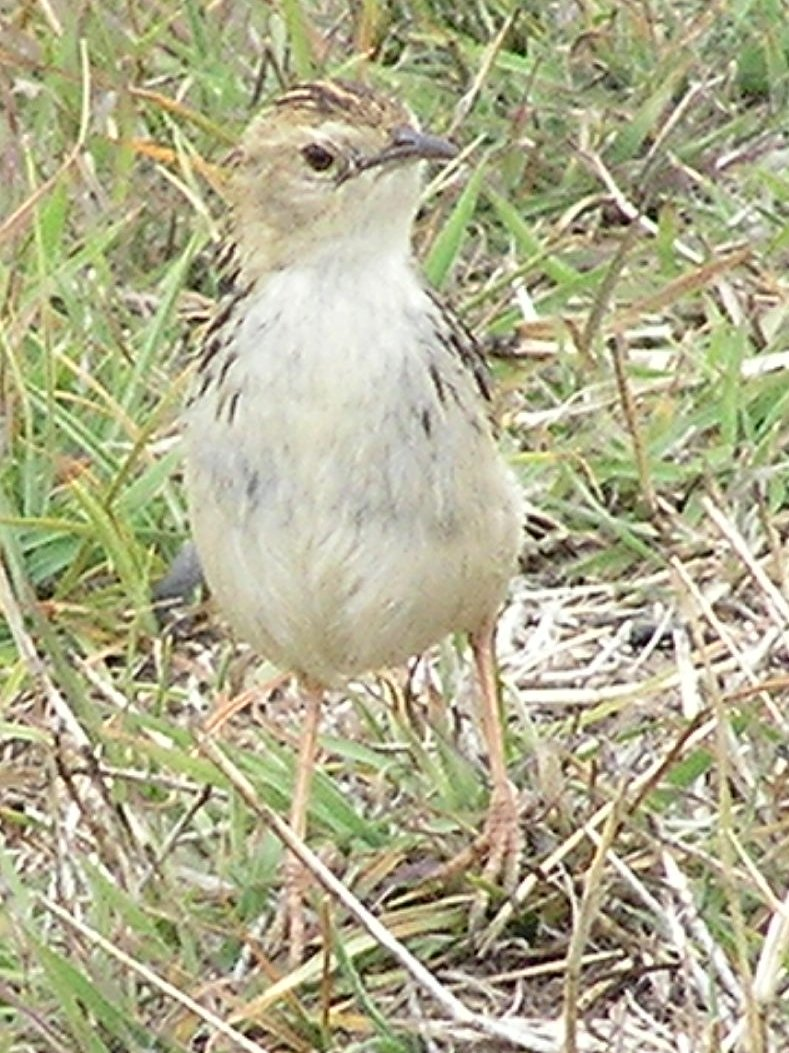
Es caracteritza per la zona vetejada dels laterals del pit.

És un ocell petit de 9–10 cm de llarg. La cua és de llargada mitjana i una mica més llarga en l'època reproductiva. Vetejat negre als laterals del pit que donen nom a l'espècie. Aquestes taques es fan més fosques a l'època de cria, però fins i tot llavors no són fàcils de veure.

## Distribució i hàbitat
L'hàbitat natural són els aiguamolls de zones muntanyoses.
Es troba a l'Àfrica oriental i oest d'Àfrica central distribuït pel Camerun, República del Congo, República Democràtica del Congo, Eritrea, Etiòpia, el Gabon, Kenya, Somàlia i Tanzània.